# 木村亮太
木村 亮太（きむら りょうた、1992年（平成4年）3月28日 - ）は、千葉県八千代市出身のカヌーポロ選手。2023年現在は日本代表のキャプテンを務める。佐倉インヴァースカヌーポロチーム所属。千葉県立幕張総合高等学校、駿河台大学卒業。
身長168cm、体重78kg。右利き。

## 来歴
千葉県八千代市出身。2009年より日本代表（2009年-2012年はU-21、その後はフル代表）へ選出される。全日本選手権における最優秀選手賞を日本人最多となる6回（2016年・2018年・2019年・2021年・2022年・2023年）受賞。受賞年はいずれも佐倉インヴァースは優勝している。

## 代表歴
太字はキャプテンを務める。

### 日本代表
- 世界選手権（2024、2022、2018[1]、2016、2014）
- アジア競技大会（デモンストレーション）（2018）
- アジア選手権（2023、2019、2017、2015、2013）

### U-21代表
- 世界選手権（2012、2010）
- アジア選手権（2011、2009）

## 受賞歴
2024年
2024年度 第73回日本スポーツ賞（読売新聞社制定、日本テレビ放送網共催）- 優秀賞

## 選手としての特徴
圧倒的なシュート決定率を誇る。多様なフェイントを武器とする。